# Cose della vita
Cose della vita (zu Deutsch Dinge des Lebens) ist ein Lied von Eros Ramazzotti aus dem Jahr 1993.

## Hintergrund
Cose della vita wurde vom Interpreten selbst, zusammen mit den Koautoren Piero Cassano und Adelio Cogliati geschrieben beziehungsweise komponiert. Cassano zeichnete darüber hinaus für die Produktion verantwortlich.
Die Erstveröffentlichung von Cose della vita erfolgte als Single am 14. April 1993. Diese erschien als CD-Single durch DDD Records. Am 19. April 1993 erschien das Lied als Teil von Ramazzottis sechstem Studioalbum Tutte storie. Im gleichen Jahr erschien mit Cosas de la vida eine spanischsprachige Version auf dem Album Todo historias, dem spanischen Pendant zu Tutte storie.

## Rezensionen
Das europäische Magazin Music & Media schrieb: „The intro of Cose Della Vita – Italian for Things of Life – is unexpectedly rocky, followed by “Spaghetti Western twang” guitar that rolls into one of the finest ballads of the year.“

## Kommerzieller Erfolg

### Chartplatzierungen
| ChartsChartplatzierungen | Höchstplatzierung | Wochen |
| ------------------------ | ----------------- | ------ |
| Deutschland (GfK)        | 30 (21 Wo.)       | 21     |
| Österreich (Ö3)          | 15 (12 Wo.)       | 12     |
| Schweiz (IFPI)           | 7 (28 Wo.)        | 28     |
| Italien (FIMI)           | 6 (10 Wo.)        | 10     |
| Spanien (Promusicae)     | 3 (7 Wo.)         | 7      |

| ChartsJahrescharts (1993) | Platzierung |
| ------------------------- | ----------- |
| Deutschland (GfK)         | 89          |
| Schweiz (IFPI)            | 9           |

### Auszeichnungen für Musikverkäufe
| Land/Region    | Auszeichnungen für Musikverkäufe (Land/Region, Auszeichnung, Verkäufe) | Verkäufe |
| -------------- | ---------------------------------------------------------------------- | -------- |
| Schweiz (IFPI) | Gold                                                                   | 25.000   |
| Insgesamt      | 1× Gold ·                                                              | 25.000   |

Hauptartikel: Eros Ramazzotti/Auszeichnungen für Musikverkäufe

## Version von Eros Ramazzotti und Tina Turner
1997 veröffentlichte Eros Ramazzotti eine neue, zweisprachige Version, gemeinsam mit Tina Turner. Diese Version trägt den Titel Cose della vita (Can’t Stop Thinking of You).

### Hintergrund
Bei dieser zweisprachigen Version treten James Ralston und Tina Turner als weitere Autoren in Erscheinung. Die Produktion erfolgte durch Eros Ramazzotti.
Diese Neuauflage erschien erstmals am 27. Oktober 1997 als Teil von Ramazzottis erster Kompilation Eros. Im Dezember 1997 erfolgte die Singleauskopplung als CD-Single durch DDD Records.

### Rezensionen
Larry Flick von Billboard schrieb: „If you haven't joined the millions of people around the world who happily feast on the suave Italo-belting of Ramazzotti, then you need to catch up. This rock-edged pop chugger from his self-titled album is a good place to start. It shows him at his most magnetic, darting around the track's crisp rhythms and limber electric guitar riffs. The Italian-language tune has been translated into English, allowing special guest Turner to wail and vamp admirably. Her voice meshes perfectly with Ramazzotti's when they harmonize in English—leaving the listener wondering how long it will be before this international star will cut an album specifically for the American market.“

### Kommerzieller Erfolg

#### Chartplatzierungen
| ChartsChartplatzierungen | Höchstplatzierung | Wochen |
| ------------------------ | ----------------- | ------ |
| Deutschland (GfK)        | 4 (28 Wo.)        | 28     |
| Österreich (Ö3)          | 10 (17 Wo.)       | 17     |
| Schweiz (IFPI)           | 7 (28 Wo.)        | 28     |

| ChartsJahrescharts (1998) | Platzierung |
| ------------------------- | ----------- |
| Deutschland (GfK)         | 20          |
| Schweiz (IFPI)            | 23          |

#### Auszeichnungen für Musikverkäufe
| Land/Region       | Auszeichnungen für Musikverkäufe (Land/Region, Auszeichnung, Verkäufe) | Verkäufe |
| ----------------- | ---------------------------------------------------------------------- | -------- |
| Frankreich (SNEP) | Silber                                                                 | 125.000  |
| Norwegen (IFPI)   | Gold                                                                   | 10.000   |
| Insgesamt         | 1× Silber · 1× Gold ·                                                  | 135.000  |

Hauptartikel: Eros Ramazzotti/Auszeichnungen für Musikverkäufe